# Marco Pezzaiuoli
Marco Pezzaiuoli (ur. 16 listopada 1968 w Mannheimie) – niemiecki piłkarz i trener piłkarski włoskiego pochodzenia. Od 2022 roku dyrektor techniczny Galatasaray SK.

## Życiorys
Był piłkarzem SV 1898 Schweitzingen i VfR Mannheim. Po zakończeniu kariery zawodniczej, do 1991 roku był trenerem juniorów SV 1898 Schweitzingen. Następnie związał się z Karlsruher SC. Do 1999 roku trenował juniorów klubu, następnie był koordynatorem drużyn młodzieżowych, a od kwietnia do czerwca 2000 roku pracował jako tymczasowy trener, prowadząc piłkarzy w siedmiu meczach. W lipcu 2000 został asystentem trenera, piastując tę funkcję do 2003 roku. Jednocześnie od grudnia 2000 do czerwca 2001 roku był trenerem rezerw, a w 2002 roku ponownie pracował jako tymczasowy trener pierwszej drużyny. 20 października 2003 roku został zatrudniony w Suwon Samsung Bluewings jako asystent trenera. We wrześniu 2006 roku został trenerem w Eintrachcie Trewir, jednak po pięciu meczach zaprzestał prowadzenia drużyny. W latach 2007–2010 prowadził juniorskie reprezentacje Niemiec. W 2009 roku prowadzona przez niego reprezentacja U-17 zdobyła mistrzostwo Europy. W połowie 2010 roku został asystentem Ralfa Rangnicka w TSG 1899 Hoffenheim, a od stycznia do czerwca 2011 roku samodzielnie prowadził klub. W 2014 roku przez 13 meczów prowadził piłkarzy Cerezo Osaka. W październiku tegoż roku objął funkcję kierownika Guangzhou Evergrande, którą piastował do 2017 roku. Na początku 2018 roku podjął pracę jako dyrektor techniczny Eintrachtu Frankfurt, którą pełnił do 2020 roku. W pierwszej połowie 2019 roku był tymczasowym trenerem drużyny U-19, a w latach 2019–2021 – dyrektorem technicznym tego zespołu. W marcu 2021 roku zatrudniono go jako trenera Bengaluru FC. Pezzaiuoli prowadził piłkarzy tego zespołu do czerwca 2022 roku. W listopadzie został dyrektorem technicznym Galatasaray SK.